# Iulian Cristache
Iulian Cristache (n. 10 septembrie 1954

) este un fost senator român, ales în legislatura 2012-2016. 